# 12 Memories
12 Memories (укр. 12 спогадів) - четвертий альбом шотландського рок-гурту Travis. Альбом вийшов 11 жовтня 2003 року на американському лейблі звукозапису Epic. Альбом суттєво відрізняється від минулих робіт групи, тексти пісень різноманітні та, зокрема, зосередженні на питаннях домашнього насильства, психологічної кризи людини, початок війни у Іраку.

## Список композицій
Автор музики і слів Френсіс Хілі. 
| #   | Назва                          | Тривалість |
| --- | ------------------------------ | ---------- |
| 1.  | «Quicksand»                    | 2:39       |
| 2.  | «The Beautiful Occupation»     | 3:45       |
| 3.  | «Re-Offender»                  | 3:48       |
| 4.  | «Peace the Fuck Out»           | 2:55       |
| 5.  | «How Many Hearts»              | 4:46       |
| 6.  | «Paperclips»                   | 3:36       |
| 7.  | «Somewhere Else»               | 3:13       |
| 8.  | «Love Will Come Through»       | 3:40       |
| 9.  | «Mid-Life Krysis»              | 3:39       |
| 10. | «Happy to Hang Around»         | 3:34       |
| 11. | «Walking Down the Hill»        | 3:53       |
| 12. | «Some Sad Song» (Hidden Track) | 4:46       |

| Japanese Bonus Tracks | Japanese Bonus Tracks | Japanese Bonus Tracks |
| #                     | Назва                 | Тривалість            |
| --------------------- | --------------------- | --------------------- |
| 13.                   | «Definition of Wrong» | 3:33                  |
| 14.                   | «12th Memory»         | 4:38                  |

## Позиції в хіт-парадах
| Чарт (2003)               | Найвища позиція |
| ------------------------- | --------------- |
| UK Album Chart            | 3               |
| Norwegian Top 40          | 4               |
| Austria Albums Top 75     | 8               |
| Denmark Albums Top 40     | 8               |
| Swiss Albums Top 100      | 8               |
| German Albums Top 75      | 9               |
| Irish Album Charts        | 17              |
| French Albums Top 100     | 19              |
| Swedish Albums Top 60     | 22              |
| New Zealand Albums Top 40 | 34              |
| Belgium Albums Top 50     | 38              |
| US Billboard 200          | 41              |
| Australia Albums Top 50   | 42              |
| Poland Albums Top 50      | 49              |

## Учасники
- Френсіс Хілі – вокал, гітара, піаніно
- Енді Данлоп – гітара
- Дугі Пейн – бас-гітара
- Нейл Прімроуз – ударні